# Edouard August Dahlerup
Edouard August Dahlerup, född den 9 mars 1812 i Hillerød, död den 24 februari 1882 i Köpenhamn, var en dansk läkare. 
Dahlerup blev student från Hillerød 1828, avlade kirurgisk examen 1835 och medicinsk examen samma år. Åren 1835–1839 var han kandidat på Frederiks Hospital med avbrott av en utlandsresa, därefter reservläkare på samma sjukhus 1839–1841. Han blev Lic. med. 1840 och Dr. med. 1841. Dahlerup var livmedikus hos Kristian VIII 1843–1848, borgarrepresentant 1856–1858, medlem av kommissionen för upprättandet av ett kommunalt sjukhus 1856 och överläkare vid Frederiks Hospital 1860–1873. Dessutom var han medlem av styrelsen för Frederiks Hospital och Fødselsstiftelsen samt av Sundhedskollegiet från 1862. Dahlerup redigerade Bibliotek for Læger 1852–1860.

## Utmärkelser
- Professors namn,  1848[2]
- Dannebrogsmännens hederstecken,  1848[2]
- Kommendör av Dannebrogorden,  1870[2]
- Kommendör av Vasaorden,  1874
- Etatsråd
- Konferensråd

[Redigera Wikidata]